# Khalid Askri
Khalid Askri (arabisch خالد العسكري, DMG Ḫālid al-ʿAskarī; * 20. März 1981 in Missour, Marokko) ist ein marokkanischer Fußballtorhüter.

## Karriere

### Vereinskarriere
Askri spielte in seiner Jugend für FAR Rabat. Von dort gelang ihm der Sprung in den Profikader. Er absolvierte von 1998 bis 2010 199 Ligaspiele. In seiner letzten Saison erlangte Askri Bekanntheit, nachdem er einen Elfmeter gehalten hatte, der Ball aber aufgrund Askris Unachtsamkeit dennoch ins Tor rollte. Seine Mannschaft schied daraufhin aus dem Pokal aus.
Wenige Wochen danach verlor er den Ball nach einem Rückpass und kassierte wiederum ein Tor. Nach dieser Aktion wechselte er sich im Spiel gegen KAC Kenitra selbst aus und ging in die Kabine.
2011 wurde er von Chabab Rif Al Hoceima verpflichtet und wurde Stammtorhüter. Aufgrund seiner guten Leistung wechselte er 2012 zum marokkanischen Spitzenklub Raja Casablanca, mit dem er 2013 ins Finale der FIFA-Klub-Weltmeisterschaft einzog und den zweiten Platz belegte.
Mitte 2015 wechselte Askri zu Ligakonkurrent Difaâ d’El Jadida, ein Jahr später zu Kawkab Marrakesch. Dort kam er jedoch nicht zum Einsatz. Seit Anfang 2017 spielt er für Olympique Khouribga.

### Nationalmannschaft
Für den Afrika-Cup 2013 wurde er erstmals in die Nationalmannschaft Marokkos berufen. Im Vorbereitungsspiel gegen Namibia kam er zu seinem einzigen Einsatz.